# Episodi di Douglas Fairbanks, Jr., Presents (seconda stagione)
La seconda stagione della serie televisiva Douglas Fairbanks, Jr., Presents è andata in onda negli Stati Uniti dal 9 settembre 1953 al 22 settembre 1954 sulla NBC.
| nº | Titolo originale             | Prima TV USA      |
| -- | ---------------------------- | ----------------- |
| 1  | The Door                     | 9 settembre 1953  |
| 2  | The Great White Bird         | 23 settembre 1953 |
| 3  | Forever My Heart             | 30 settembre 1953 |
| 4  | Moment of Truth              | 7 ottobre 1953    |
| 5  | The Silent Snow              | 21 ottobre 1953   |
| 6  | The Bitter Heart             | 4 novembre 1953   |
| 7  | The Death of Michael Turbin  | 18 novembre 1953  |
| 8  | Panic                        | 9 dicembre 1953   |
| 9  | The Charm                    | 30 dicembre 1953  |
| 10 | The Silent Man               | 27 gennaio 1954   |
| 11 | King High                    | 3 febbraio 1954   |
| 12 | Gramma Brenn                 | 10 febbraio 1954  |
| 13 | The Ship's Doctor            | 17 febbraio 1954  |
| 14 | The Wedding Veil             | 24 febbraio 1954  |
| 15 | Pardon My Ghost              | 3 marzo 1954      |
| 16 | The Trap                     | 10 marzo 1954     |
| 17 | Second Wind                  | 17 marzo 1954     |
| 18 | Leave to Die                 | 24 marzo 1954     |
| 19 | The International Settlement | 31 marzo 1954     |
| 20 | Double Identity              | 14 aprile 1954    |
| 21 | The Refugee                  | 21 aprile 1954    |
| 22 | A Lesson in Love             | 28 aprile 1954    |
| 23 | Myra and the Moneyman        | 5 maggio 1954     |
| 24 | The Heirloom                 | 12 maggio 1954    |
| 25 | The Witness                  | 19 maggio 1954    |
| 26 | Johnny Blue                  | 26 maggio 1954    |
| 27 | Street of Angels             | 2 giugno 1954     |
| 28 | The Happy McBains            | 9 giugno 1954     |
| 29 | Rain Forest                  | 16 giugno 1954    |
| 30 | Provincial Lady              | 30 giugno 1954    |
| 31 | The Awakening                | 14 luglio 1954    |
| 32 | The Apples                   | 21 luglio 1954    |
| 33 | Pattern for Glory            | 4 agosto 1954     |
| 34 | A Line in the Snow           | 18 agosto 1954    |
| 35 | One Way Ticket               | 25 agosto 1954    |
| 36 | Dream Stuff                  | 8 settembre 1954  |
| 37 | Four Farewells in Venice     | 22 settembre 1954 |

## The Door
- Prima televisiva: 9 settembre 1953

### Trama
- Guest star: Ingeborg von Kusserow (Janni), Peter Reynolds (Kurt von Hagen), Irene Handl (Dora Rippe)

## The Great White Bird
- Prima televisiva: 23 settembre 1953

### Trama
- Guest star: Walter Rilla (Leonardo da Vinci), Kenneth Fortescue (Guilio), Nora Gordon (madre), Lloyd Lamble (padre), Andreas Malandrinos (Pietro), Tim Turner (Carlo), John Witty (Lorenzo)

## Forever My Heart
- Prima televisiva: 30 settembre 1953

### Trama
- Guest star: Muriel Pavlow (Margaret Barrington), Stuart Lindsell (constable)

## Moment of Truth
- Prima televisiva: 7 ottobre 1953

### Trama
- Guest star: Philip Friend (Manuel), Elizabeth Sellars (Martha), Peter Illing (Pedro), Christopher Lee (Matador), MacDonald Parke (dottor Masters), Henry B. Longhurst (prete), Martin Benson (reporter), Vajda del Oro (Spanish Dancer)

## The Silent Snow
- Prima televisiva: 21 ottobre 1953

### Trama
- Guest star: Ingeborg von Kusserow (Harriet), Michael Alexander (Steve), Ryck Rydon (Jed)

## The Bitter Heart
- Prima televisiva: 4 novembre 1953

### Trama
- Guest star: Tommy Duggan (Tom O'Farrell), June Thorburn (Kathleen), Barbara Mullen (Judy), Joseph Tomelty (Clancy)

## The Death of Michael Turbin
- Prima televisiva: 18 novembre 1953

### Trama
- Guest star: Christopher Rhodes (Michael Turbin), Elizabeth Wallace (Yelitsa), Christopher Lee (Radenko), Martin Benson (Lenkov)

## Panic
- Prima televisiva: 9 dicembre 1953

### Trama
- Guest star: James Kenney (Fred), John Salew (Karl), Peter Jones (Harry), Bartlett Mullins (Swann), Lloyd Lamble (dottore), Charles Lamb (Manager), Frank Hawkins (guardia), Oscar Quitak (Driver), Nicholas Grimshaw (Timekeeper)

## The Charm
- Prima televisiva: 30 dicembre 1953

### Trama
- Guest star:

## The Silent Man
- Prima televisiva: 27 gennaio 1954

### Trama
- Guest star: Tilda Thamar (Nadia), Robert Ayres (Dick Bosworth), Martin Benson (Andrew Prevna), Warren Stanhope, Alan Gifford, Philo Hauser, Richard Molinas, Marne Maitland, Carl Duering

## King High
- Prima televisiva: 3 febbraio 1954

### Trama
- Guest star: Patricia Medina (Queen Nora), Guido Lorraine (Valda), Peter Illing (Lartius), Victor Baring (Bruno), Lionel Murton (Morgan), Paul Sheridan (esercente dell'hotel)

## Gramma Brenn
- Prima televisiva: 10 febbraio 1954

### Trama
- Guest star: Louise Hampton (Gramma Brenn), Lou Jacobi (Milton Cassal), Althea Orr (Bess Schaeffer), Carole Shelley (Bertha Schaeffer), Lloyd Lamble (Norris), Bill Nagy (Carson), Henry Worthington (Phillips)

## The Ship's Doctor
- Prima televisiva: 17 febbraio 1954

### Trama
- Guest star: Miles Malleson (dottor Mayhew), Alastair Hunter (capitano), Frank Hawkins (Anderson), Basil Appleby (Bower), Clive Baxter (Barnes), Alex McCrindle (Kelly), Victor Maddern (Hansen), George Woodbridge (Grundy)

## The Wedding Veil
- Prima televisiva: 24 febbraio 1954

### Trama
- Guest star: Lana Morris (The Girl), Marjorie Mars (The Woman), Beckett Bould (The Man), Barbara Mullen (Miss Macquire), Nanette Newman (Mary), Vincent Ball (Harry), Russell Waters (dottor Walters)

## Pardon My Ghost
- Prima televisiva: 3 marzo 1954

### Trama
- Guest star: MacDonald Parke (Edmund P. Jossop), Sandra Dorne (Rosemary Jossop), Tony Quinn (Butler), Ida Patlanski (Medium)

## The Trap
- Prima televisiva: 10 marzo 1954

### Trama
- Guest star: Sandra Dorne (Edna), Phil Brown (George), Mary Parker (Peggy), Althea Orr (infermiera), Spencer Teakle (Jimmy)

## Second Wind
- Prima televisiva: 17 marzo 1954

### Trama
- Guest star: Nora Swinburne (Alice), Michael Shepley (George), Margaret Anderson (Janet), Tim Turner (Tom), Peggy Ann Clifford (Bessie), Philip Ray (dottor Hadley), Conrad Phillips (Charlie), Sam Kydd (Albert)

## Leave to Die
- Prima televisiva: 24 marzo 1954

### Trama
- Guest star: Yvonne Mitchell (Martha), Ram Gopal (Daya Ram), Ivan Craig (Police Officer), Marjorie Mars (Jean Sanderson), Garard Green (Andrew)

## The International Settlement
- Prima televisiva: 31 marzo 1954

### Trama
- Guest star: Karel Stepanek (Voss), Mary Parker (Elizabeth), Gerard Heinz (padre Marcel), John Rae (Hamish), Christopher Lee (Antonio), Golda Casimir (Isabella), Fred Nakano (Karisaya), Andy Ho (Tamaya)

## Double Identity
- Prima televisiva: 14 aprile 1954

### Trama
- Guest star: Guy Kingsley Poynter (Victor Sutcliffe), Lorraine Clewes (Leila), Elsie Albiin (Beryl), Lloyd Lamble (Paul Sutcliffe)

## The Refugee
- Prima televisiva: 21 aprile 1954

### Trama
- Guest star: Denis O'Dea (maggiore Talon), Ingeborg von Kusserow (Vicki), Christopher Lee (Carl), Carl Jaffe (Weiland), Carl Duering (Klein), George Herbert (Weinstein), John Drake (tenente Richards)

## A Lesson in Love
- Prima televisiva: 28 aprile 1954

### Trama
- Guest star: Robert Coote (John Banks), Dulcie Gray (Margaret Brown), Mavis Villiers (Desiree), Peggy Ann Clifford (Rose), Billie Whitelaw (Sheila), Mollie Hartley Milburn (Mrs. Bannock)

## Myra and the Moneyman
- Prima televisiva: 5 maggio 1954

### Trama
- Guest star: Margot Stevenson (Myra), Guy Middleton (Carruthers), Frances Marsden (Dorothy), Frank Forsyth (First Gendarme), Richard Molinas (Second Gendarme), Victor Baring (cameriere)

## The Heirloom
- Prima televisiva: 12 maggio 1954

### Trama
- Guest star: Sybil Thorndike (Miss Cicely), Judy Campbell (Miss Tessie), Betty Warren (Clara), Nora Swinburne (Mrs. Stratton)

## The Witness
- Prima televisiva: 19 maggio 1954

### Trama
- Guest star: Finlay Currie

## Johnny Blue
- Prima televisiva: 26 maggio 1954

### Trama
- Guest star: Lee Patterson (Johnny Blue), Eunice Gayson (Milly), Sam Levene (Sam), Robert Ayres (Harry), C. Denier Warren (Pawnbroker)

## Street of Angels
- Prima televisiva: 2 giugno 1954

### Trama
- Guest star: Eileen Moore (Pat Duggan), Ruth Taylor (Mrs. Duggan), Peter Illing (Gravat), Christopher Lee (Maurice), Martin Benson (ispettore Sabo), Conchita Macauley (Selima)

## The Happy McBains
- Prima televisiva: 9 giugno 1954

### Trama
- Guest star: Michael Denison (Douglas McBain), Dulcie Gray (Alice McBain)

## Rain Forest
- Prima televisiva: 16 giugno 1954

### Trama
- Guest star: James Hayter ('Heavy'), Clifford Evans (capitano), John Warwick (Lt-Cdr. Davis), Clive Baxter (tenente Harker), Stuart Saunders (Chief Petty officer), Graham Stark (Seaman Phillips)

## Provincial Lady
- Prima televisiva: 30 giugno 1954

### Trama
- Guest star: Margaretta Scott (Daria), Miles Malleson (Alexei), Ian Whittaker (Misha), Peggy Ann Clifford (Vasilevna)

## The Awakening
- Prima televisiva: 14 luglio 1954

### Trama
- Guest star: Buster Keaton (The Man), James Hayter (The Chief), Carl Jaffe (The Tailor), Lynne Cole (The Girl), Geoffrey Keen (The Supervisor), Lily Kann (The Landlady), Christopher Lee (Factory proprietor)

## The Apples
- Prima televisiva: 21 luglio 1954

### Trama
- Guest star: Ron Randell (Billy), Eunice Gayson (Micky), Robert Ayres (Foreman), Eithne Dunne (Doll), Lee Patterson (Rice), Susan Shenfield, Althea Orr

## Pattern for Glory
- Prima televisiva: 4 agosto 1954

### Trama
- Guest star: Anne Crawford (Laura Barrie), Ron Randell (Clinton Farley), Alexander Gauge (Sam Kingston), Betty McDowall (Anne)

## A Line in the Snow
- Prima televisiva: 18 agosto 1954

### Trama
- Guest star: Robert Beatty (Warren Margates), Patrick Holt (Frank Carnes), Barbara Couper (Mrs. McLeod), Christopher Lee (Brackett), Carol Marsh (Gena)

## One Way Ticket
- Prima televisiva: 25 agosto 1954

### Trama
- Guest star: Eunice Gayson (Dolly), Robert Ayres (Gregg), Lionel Ngakane (Robert), Sylvia Casimir (Primrose)

## Dream Stuff
- Prima televisiva: 8 settembre 1954

### Trama
- Guest star: Betty McDowall (Alice), Lee Patterson (Duncan), Arthur Hill (Jim), Bill Nagy (Randall), Kay Callard (Candy), Jennifer Phipps (Doris), Marc Sheldon (Bill), Betty Warren (Mrs. Wales)

## Four Farewells in Venice
- Prima televisiva: 22 settembre 1954

### Trama
- Guest star: John Stuart (Prince Schiavoni)